# 新潟県立五泉高等学校
新潟県立五泉高等学校（にいがたけんりつ ごせんこうとうがっこう）は、新潟県五泉市粟島に所在する県立高等学校。

## 教育目標
- 教養を高め個性を伸ばし、勤労と責任を重んじる豊かな人間性を育成する。

## 校歌
- 校歌の作詞は松田武夫、作曲は平井康三郎である。

## 交通
- JR磐越西線 北五泉駅より東へ徒歩15分

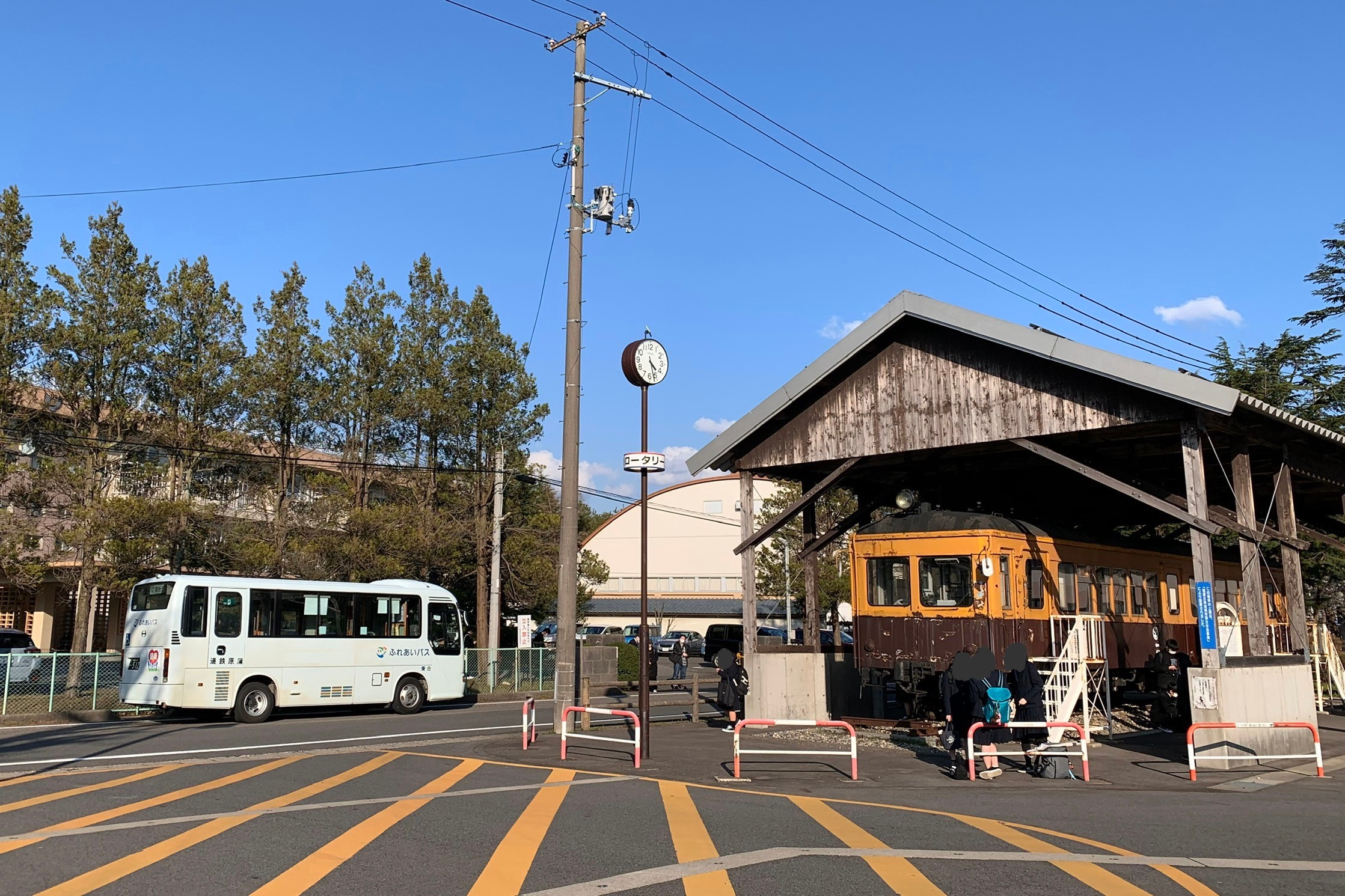
高校前に保存される蒲原鉄道線の電車と、その代替となる五泉市ふれあいバス（蒲原鉄道運行）

- 五泉市ふれあいバス・新潟交通観光バス 「五泉高校前」バス停より徒歩すぐ

## 部活動

### 運動部
- 野球部

春夏共に甲子園未出場。 近年、新潟県内では、新潟県央工業高、村上桜ヶ丘高、十日町高と並んで公立の強豪高として認識されている。
- 2007年夏新潟大会ベスト4 『ノーノー達成』

準々決勝、村上桜ヶ丘高戦で右腕エース長谷川がノーヒットノーランを達成。続く準決勝日本文理戦に惜敗。
- 2009年夏新潟大会ベスト4

右腕エース塚野が活躍し勝ち上がるも準決勝の中越戦で終盤に逆転され惜敗。
- 2011年春新潟大会  『新潟明訓を完封』

左腕エース佐藤の活躍で、新潟明訓相手に6対0で完封勝ち。
- 2011年夏新潟大会ベスト8
- 2012年夏新潟大会ベスト16
- 2012年秋新潟大会3位
- 2012年秋北信越大会初戦敗退

一年生左腕大塚の活躍で北信越大会4強の新潟明訓を破り、県3位で北信越大会出場。一回戦で敦賀気比(福井県1位)と対戦し、2点先制するもその後同点とされ、最後は2対3でサヨナラ負け。敦賀気比はその後同大会で準優勝。大会後、11月16日に21世紀枠新潟県推薦を受ける。推薦理由は主に学校周辺の清掃や冬場の周辺住宅の除雪作業の手伝い、市主催のイベント(スポーツ大会や音楽祭)の裏方(機材運搬等)を行う等の地域貢献。他に近年の好成績と学力向上に意欲的な点が挙げられる。また、12月14日に21世紀枠北信越推薦を受ける。
- 陸上競技部
- バスケットボール部（男・女）
- バレーボール部（男・女）
- バドミントン部
- テニス部
- 剣道部
- 柔道部
- 卓球部
- ダンス部
- 弓道部
- ソフトボール部
- サッカー部

### 文化部
- 美術部
- 書道部
- コーラス部
- 吹奏楽部
- 写真部
- ワープロ部
- 華道部
- 家庭部

### 同好会
- ESS同好会
- 将棋同好会
- 漫画同好会
- ボランティア同好会
- 生物同好会

## 著名な卒業生
- 伊藤勝美（五泉市長）
- 夏海ケイ（漫画家）
- 佐藤優樹（プロバスケットボール選手）
- 安中由依（シンガーソングライター）